# Gockhausen
Gockhausen är en ort i kommunen Dübendorf i kantonen Zürich i Schweiz. Den ligger cirka 4,5 kilometer nordost om centrala Zürich. Orten har cirka 2 363 invånare (2021).